# Dictyna subpinicola
Dictyna subpinicola är en spindelart som beskrevs av Ivie 1947. Dictyna subpinicola ingår i släktet Dictyna och familjen kardarspindlar. Inga underarter finns listade i Catalogue of Life.